# 新富士インターチェンジ
新富士インターチェンジ（しんふじインターチェンジ）は、静岡県富士市厚原にある新東名高速道路と西富士道路のインターチェンジである。両道路を接続するジャンクションの機能を兼ねる。

## 概要
高速自動車国道のインターチェンジとして富士市内では二番目の開通となり、北隣の富士宮市により近接し市街方面の富士市役所と富士宮市役所の都市間及び西富士道路の距離的な中間地点に位置している。
東名高速道路の富士ICと異なり、西富士道路と一般道の相互利用が不可で、新東名高速道路に接続する静岡県道88号一色久沢線と同じく料金所直結となり、一般道への流出ができず、誤進入の事例もあるため利用には注意を要する。誤進入した場合は、一旦料金所まで進み係員の指示を受けて適切な順路で戻ることになる。
富士市街（富士市中心部）はこのインターチェンジより東名高速道路の富士ICのほうが近いが、中部横断自動車道から入る場合は新清水JCTから新東名高速道路に入り、当ICで降りた方が効率が良い。

## 歴史
- 2011年（平成23年）

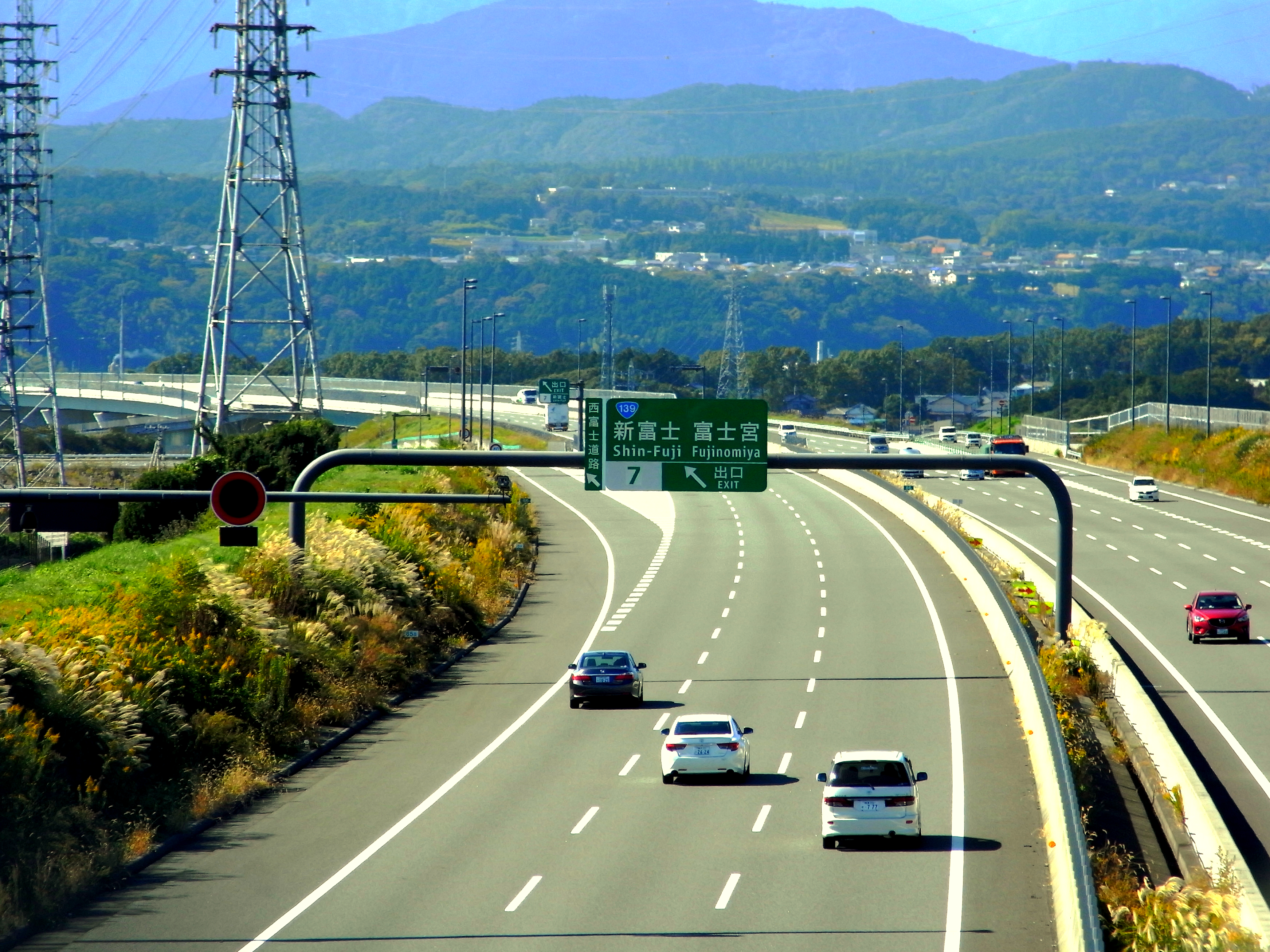
新富士インターチェンジ（下り線）

  - 3月11日：新東名高速道路・新富士IC - 藤枝岡部IC間が限定供用される[3]。
  - 8月26日：当ICの名称が「富士IC（仮称）」から「新富士IC」で正式決定[4][5]。
- 2012年（平成24年）4月14日：御殿場JCT - 三ヶ日JCT間開通に伴い、供用開始[6]。

## 周辺

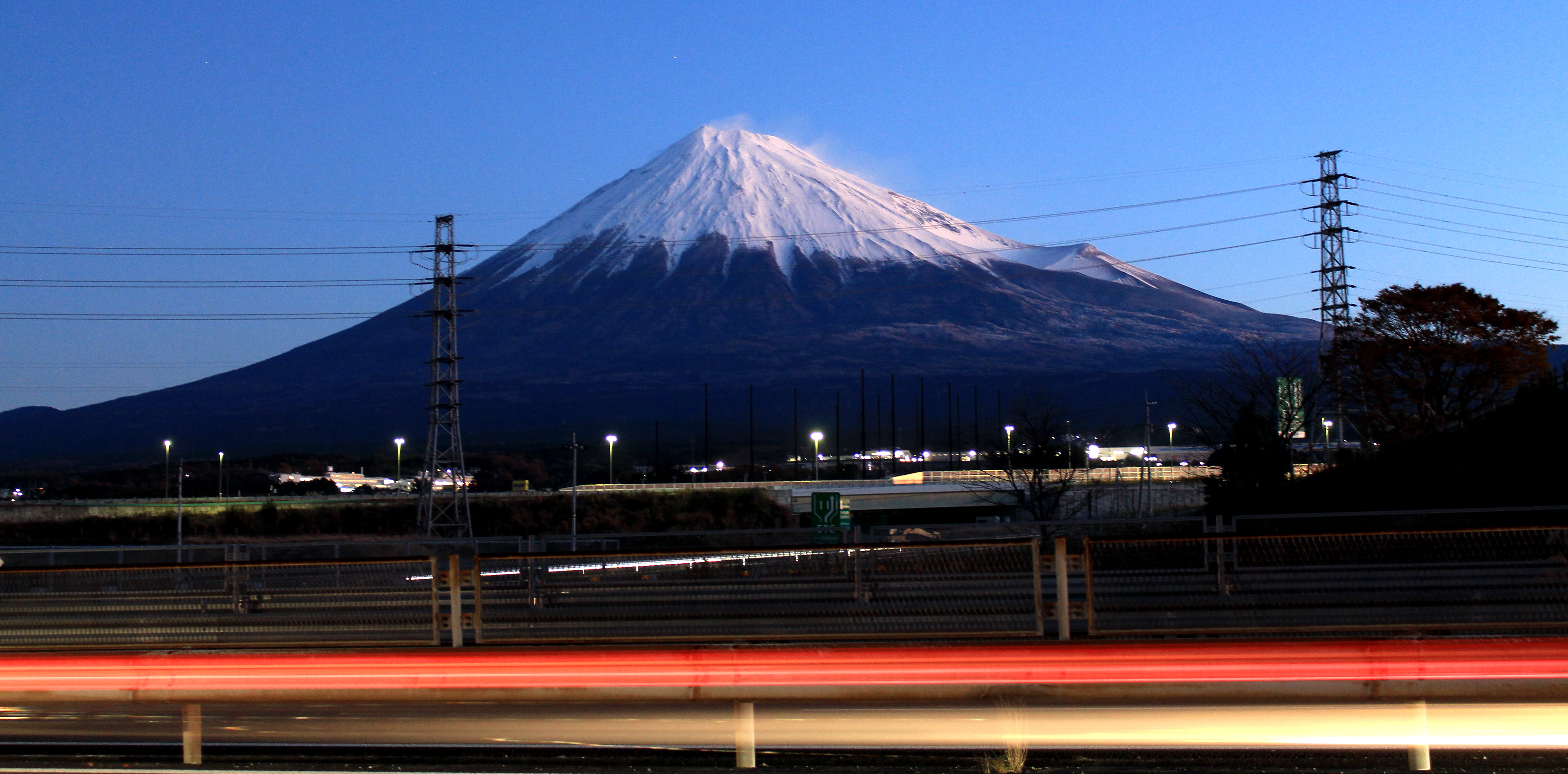
新富士インターチェンジから望む夜明け前の富士山

- 静岡郵便局
- 富士西公園
- 丸火自然公園
- 富士サファリパーク
- 富士山こどもの国
- 富士市総合運動公園
- 富士常葉大学
- 富士市立大渕中学校
- 富士市立岳陽中学校
- 富士市立大渕第一小学校
- 入山瀬駅（JR東海・身延線）
- NEXCO総研試験機棟

## 接続する道路
- 新東名高速道路
  - 静岡県道88号一色久沢線
  - 西富士道路

- 西富士道路
  - 新東名高速道路

## 料金所

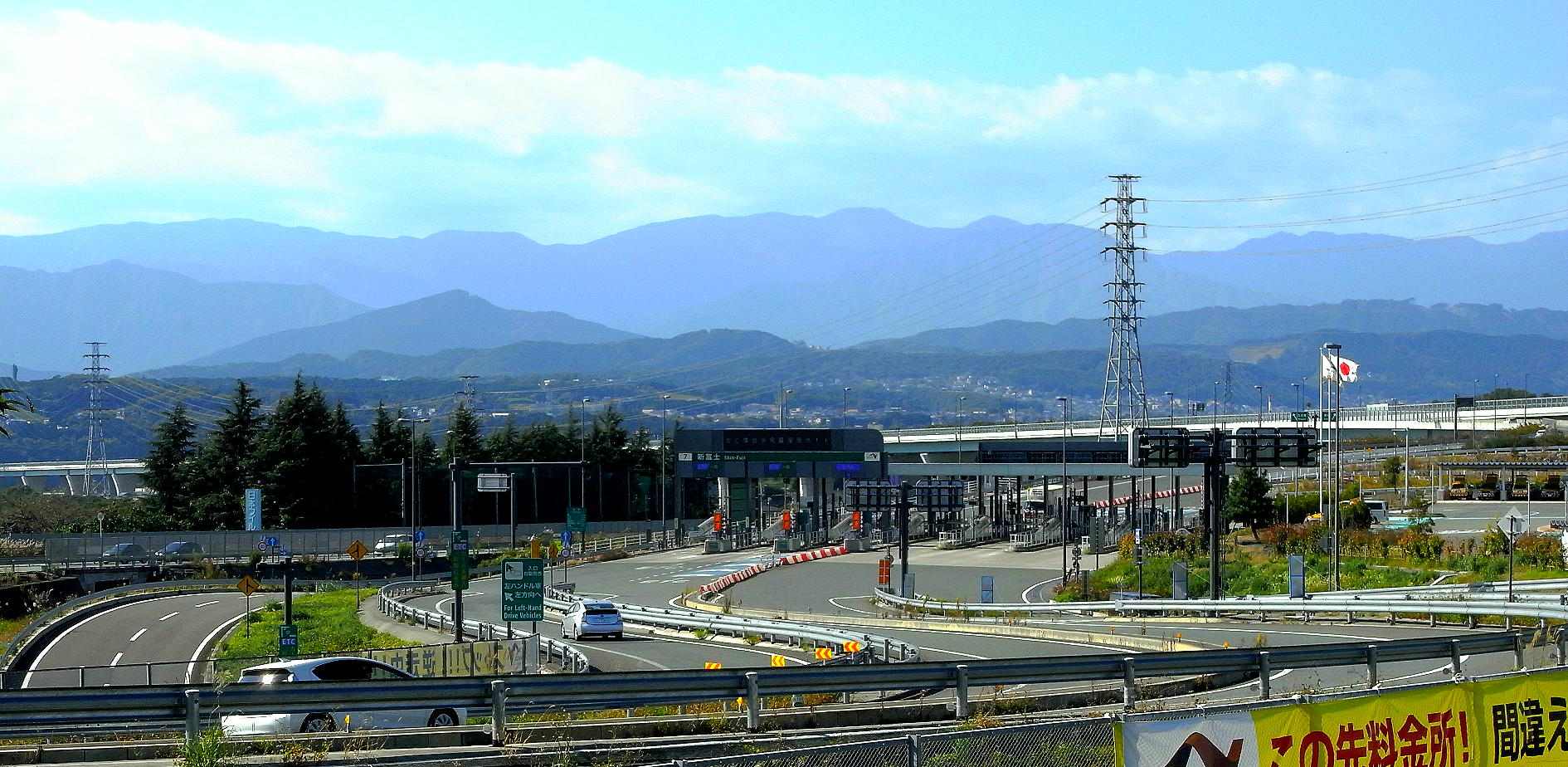
新富士インター料金所遠景

- ブース数：7

### 入口
- ブース数：3
  - ETC専用：1
  - ETC/一般：2

### 出口
- ブース数：4
  - ETC専用：2
  - ETC/一般（精算機）：1
  - 一般（精算機）：1

## 補足
- 新東名高速道路開通日である2012年4月14日には開通式典が当ICにて行われた[7]。
- IC付近にパーキングエリアや宿泊施設等の設置が構想段階で挙がっており、自治体レベルでの検討や、一部の有志団体による誘致活動が行われている[8][9]。

## 富士保全・サービスセンター
中日本高速道路東京支社の事業拠点である富士保全・サービスセンターが敷地内に併設されており、新東名高速道路長泉沼津IC - 新静岡ICおよび清水連絡路、東名高速道路沼津IC - 清水IC、中部横断自動車道新清水JCT - 富沢ICの維持管理を行っている。料金所より往来が可能な構造だが、一般車両は直行不可となっており県道側からの迂回を要し、一般道と直結しない西富士道路からの利用も同様である。

### センター施設
- 富士保全・サービスセンター
  - コミュニケーション・プラザ富士
  - 来客用駐車場（収容数12台）

## 隣
E1A 新東名高速道路
(6)長泉沼津IC -(6-1) 駿河湾沼津SA/SIC - (7)新富士IC - (8)新清水IC
西富士道路
広見IC - 新富士IC - 小泉IC